# Bateaux Mouches

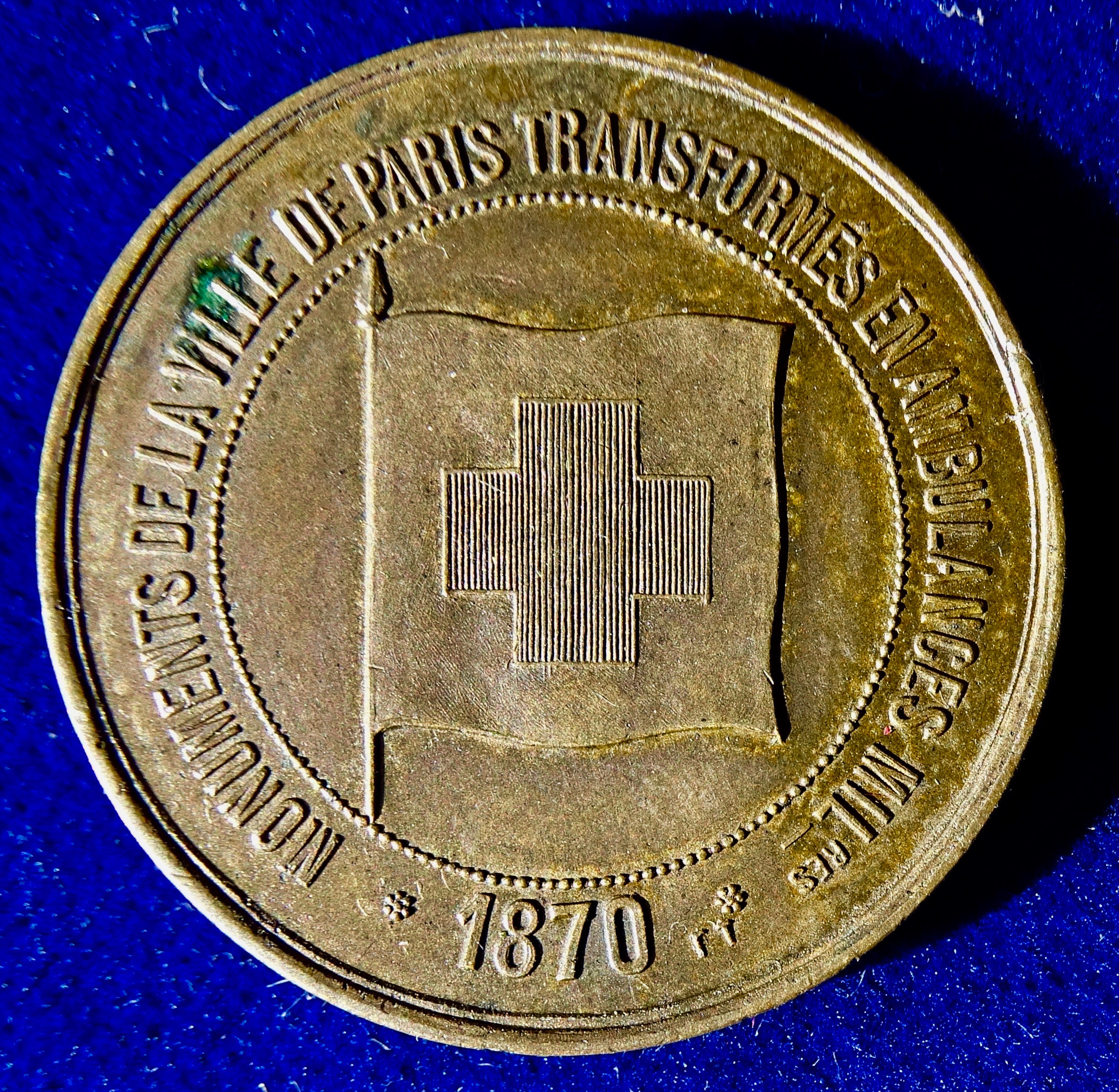
Războiul franco-prusac 1870 Medalia Crucii Roșii, bărci Bateaux-Mouche pentru soldații răniți, avers.

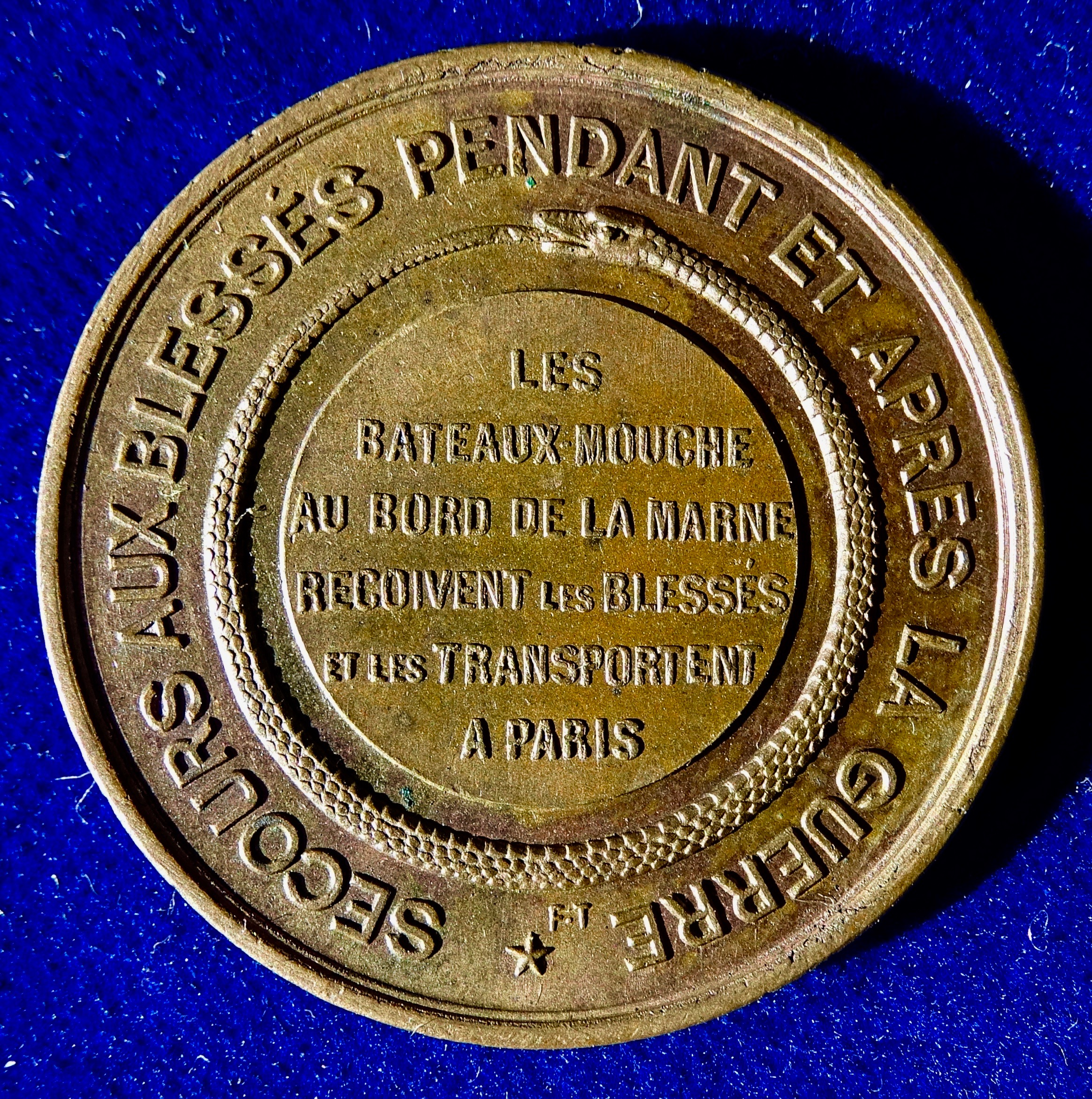
Reversul medaliei Crucea Roșie Franceză 1870 Bateaux-Mouche.

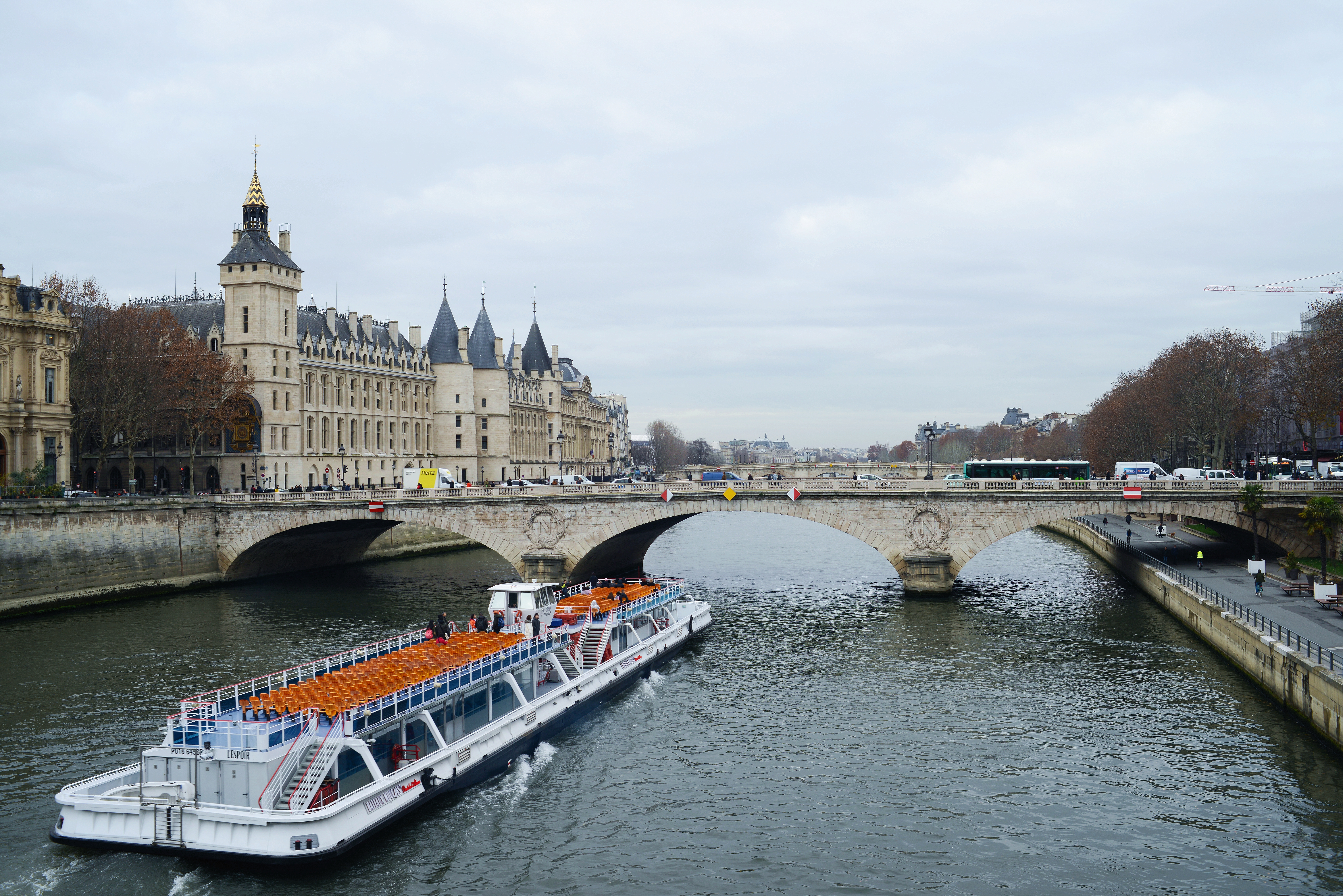
Un Bateau Mouche pe Sena lângă Île de la Cité

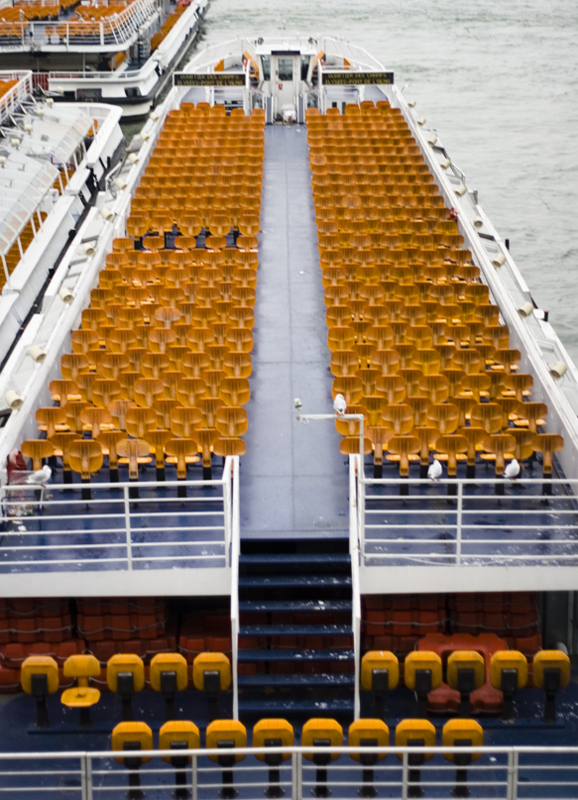
Locuri Bateau Mouche

Bateaux Mouches (pronunție în franceză [bato ˈmuʃ]) sunt bărci de excursie deschise care oferă vizitatorilor Parisului, Franța, vedere la oraș de-a lungul râului Sena. De asemenea, operează pe canale pariziene, cum ar fi Canal Saint-Martin, care este parțial subteran.
Termenul este o marcă comercială înregistrată a Compagnie des Bateaux Mouches, cel mai cunoscut operator de bărci din Paris, fondat de Jean Bruel (1917-2003); totuși, fraza, datorită succesului companiei, este utilizat generic pentru a se referi la toate aceste bărci care operează pe râul din oraș. Bateaux Mouches se traduce literalmente ca „bărci cu muște” („muscă” însemnând insecta); cu toate acestea, numele a apărut deoarece acestea au fost fabricate inițial în șantierele de bărci situate în zona Mouche din Lyon.

## Legături externe
- Compagnie des Bateaux Mouches